# アレクサンドル・ネフスキー大聖堂 (タリン)

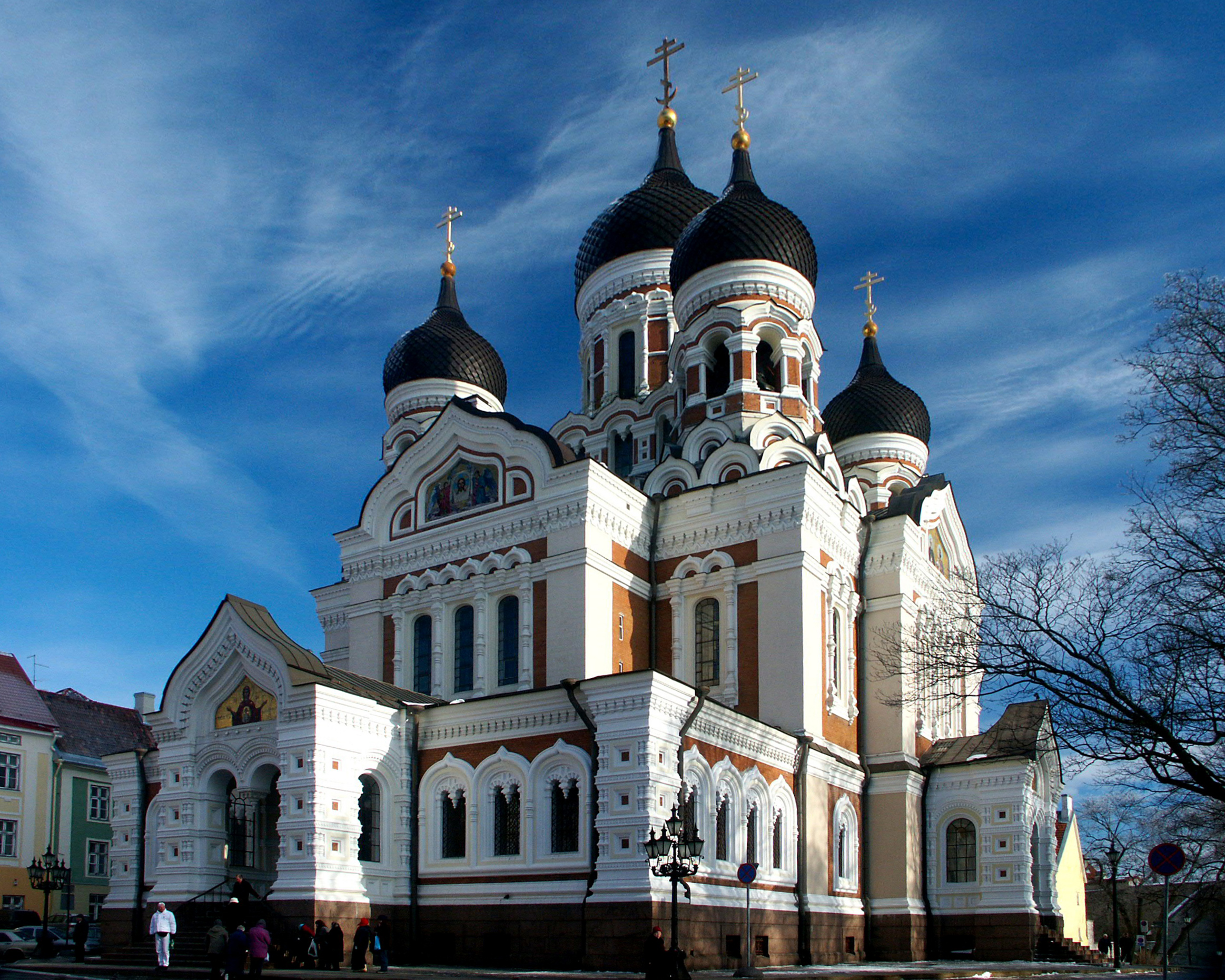
タリンのアレクサンドル・ネフスキー大聖堂

タリンのアレクサンドル・ネフスキー大聖堂（薄暮）

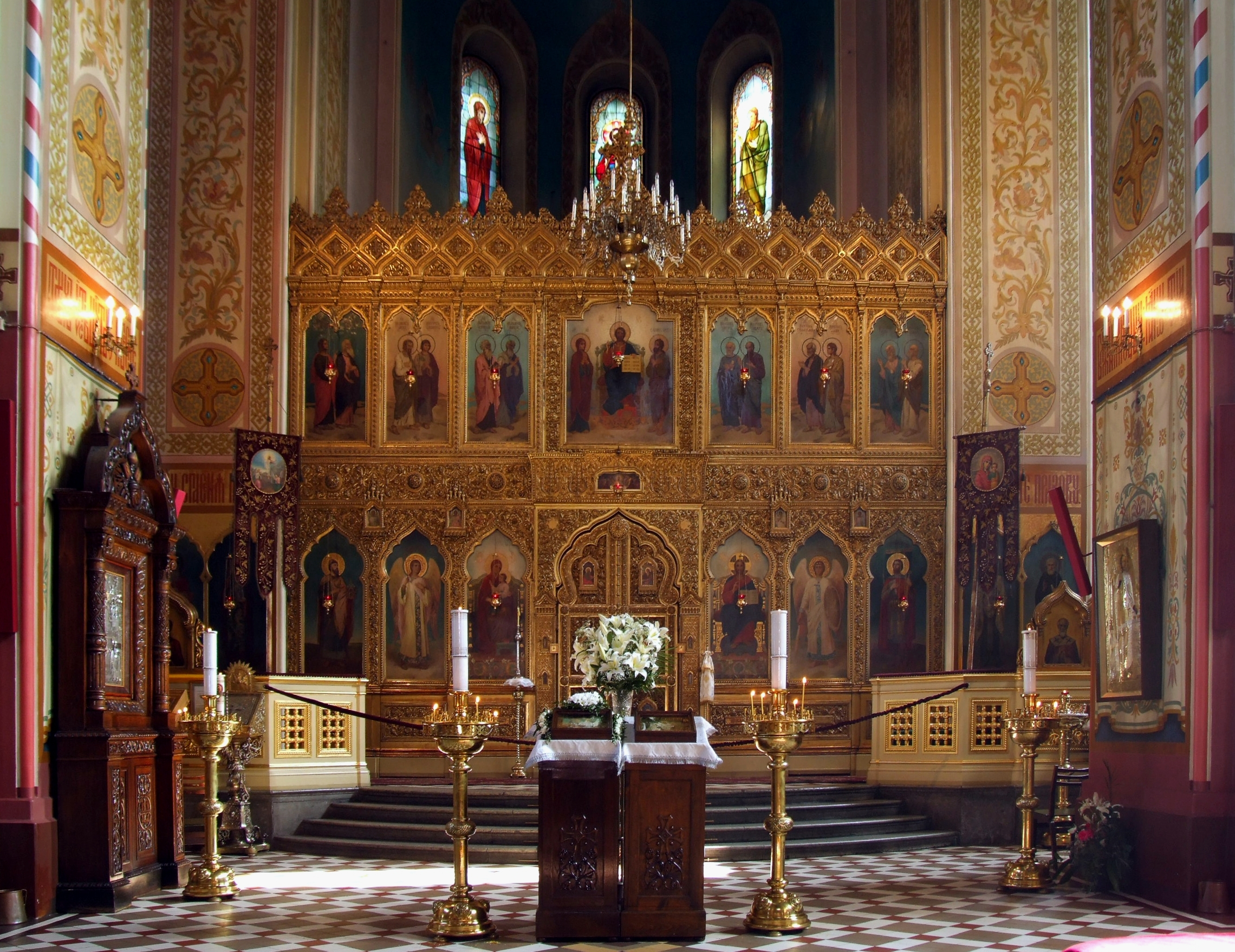
大聖堂の内部

タリンのアレクサンドル・ネフスキー大聖堂は、エストニアのタリンにある正教会の教会である。帝政ロシアの一地方にエストニアが組み込まれていた1894年から1900年の間にミハイル・プレオブラジェンスキー（Mikhail Preobrazhensky）によって典型的なロシア復古主義のスタイルに設計され建設された。アレクサンドル・ネフスキー大聖堂はタリンにあって最大かつ最重要の正教会のクーポル付き大聖堂である。大聖堂は、チュド湖上の戦い（氷上の戦い・その戦場は現在はエストニア領内である）で1242年に勝利したネワの聖アレクサンドル（聖アレクサンドル・ネフスキー）を記憶している。現在のロシア正教会の首座主教である総主教アレクシイ2世の教会における奉職は、この大聖堂で始まった。
アレクサンドル・ネフスキー大聖堂はトゥームペア（Toompea）の丘に建っている。伝承によればこの丘には、エストニアの民族的英雄であるカレヴィポエグ（Kalevipoeg）が葬られている（但し、エストニアには彼が葬られていると同様に伝承されている場所は他にも数多くあることは指摘しなければならない）。大聖堂は多くのエストニア人からロシア支配を想起させるものとして嫌われている。エストニア当局は大聖堂の破壊を1924年に計画したが、実行に移されることは無かった。1991年、ソ連が崩壊してエストニアが独立を回復すると、大聖堂は綿密な修復を受けた。